# Барон Скруп из Болтона

Герб баронов Скруп из Болтона

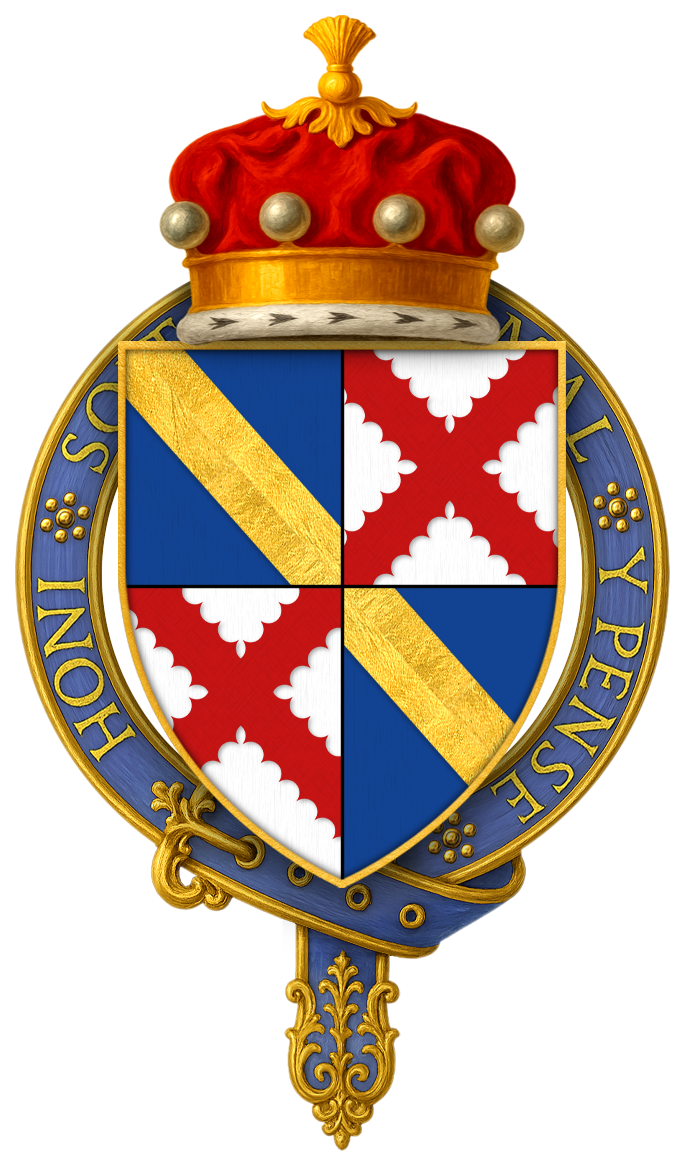
Герб сэра Джона Скрупа, 5-го барона Скрупа из Болтона (1437—1498)

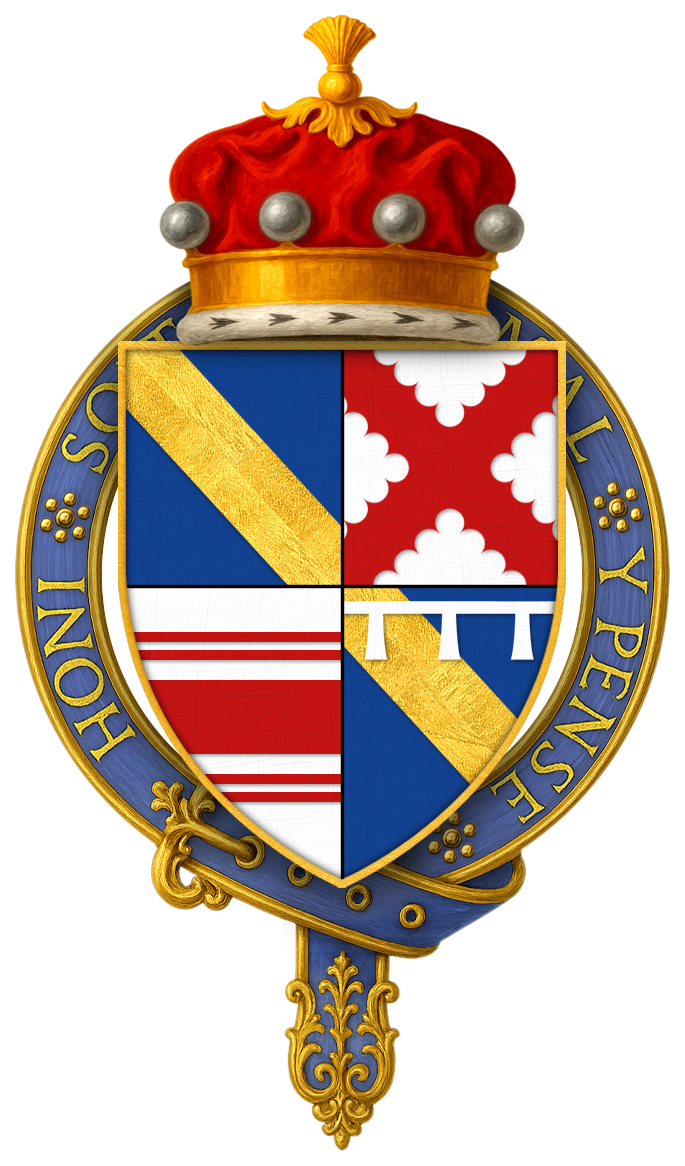
Герб сэра Генри Скрупа, 9-го барона Скрупа из Болтона (1534—1592)

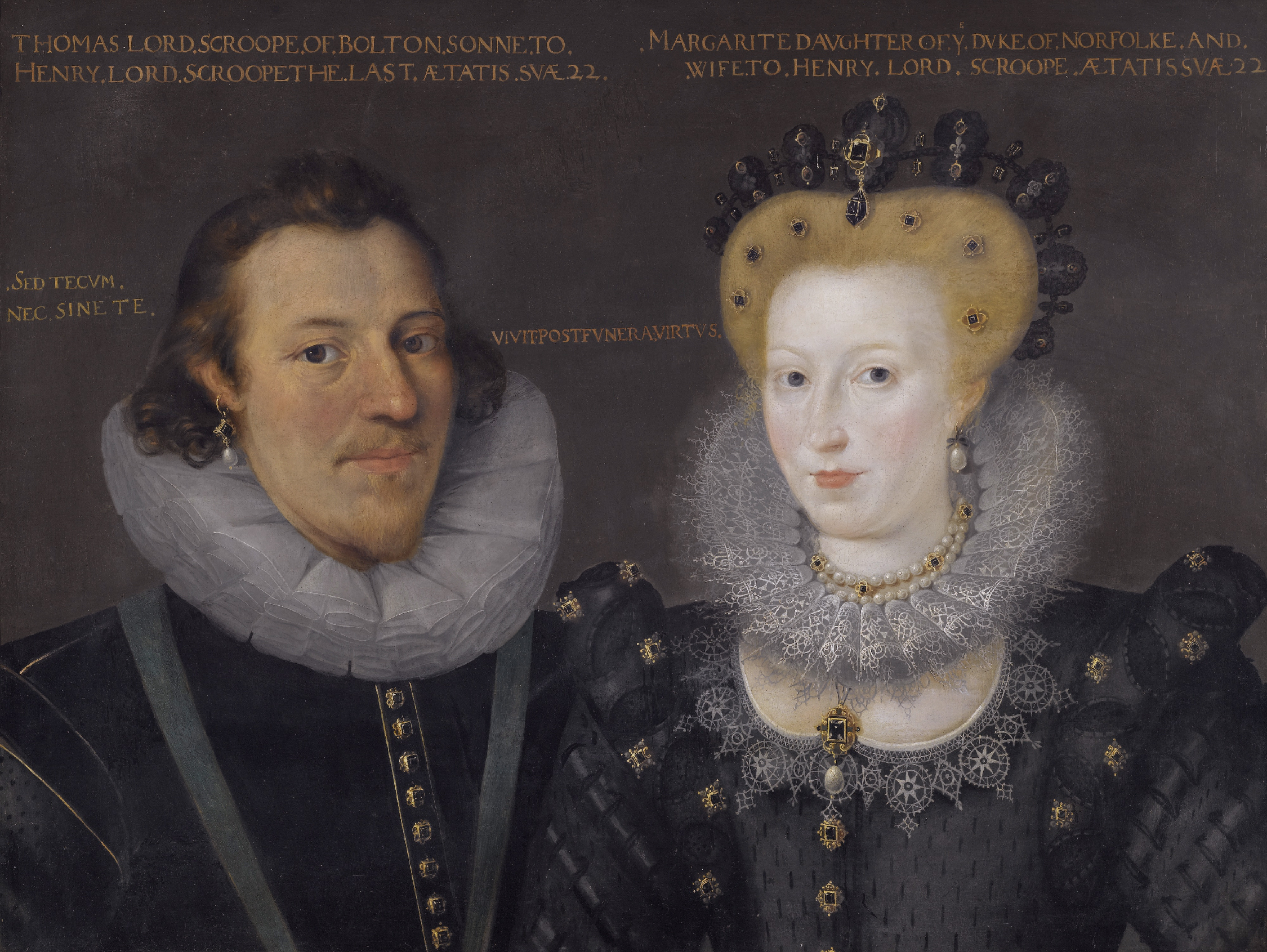
Сэр Томас Скруп, 10-й барон Скруп из Болтона (1567—1609), и его мать, Маргарет Говард

Барон Скруп из Болтона — старинный дворянский титул в системе пэрства Англии. Создан 8 января 1371 года для сэра Ричарда ле Скрупа (около 1327—1383). Он занимал должности лорда-казначея, лорда-хранителя Большой печати и лорда-канцлера. Титул находится в бездействии после смерти Эммануэля Скрупа, 11-го барона Скрупа из Болтона (1584—1630), в 1630 году, не оставившего после себя потомства.

## История
В 1403 году, после смерти Ричарда ле Скрупа, 1-го барона Скрупа из Болтона, титул унаследовал его второй сын Роджер (умер в 1403). Его старший сын Уильм ле Скруп, 1-й граф Ултшир (около 1350—1399), был казнён в 1399 году по приказу нового короля Генриха IV. Преемником Роджера стал его единственный сын Ричард, 3-й барон Скруп из Болтона (1393—1420). В 1415 году он участвовал во французской кампании Генриха V и принимал участие в битве при Азенкуре. В 1420 году, после смерти Ричарда, ему наследовал его единственный сын Генри (4-й барон; 1418—1459). Он был приверженцем Ричарда Невилла, 5-го графа Солсбери. Его преемником в 1459 году стал его старший сын Джон (5-й барон; 1435—1498). Во время войны Алой и Белой розы он сражался на стороне Йорков против Ланкастеров. Его сменил его единственный сын, Генри Скруп, 6-й барон Скруп. Его сменил его старший сын, Генри Скруп, 7-й барон Скруп из Болтона (1480—1533). Ему наследовал его старший сын, Джон Скруп, 8-й барон Скруп из Болтона (ок. 1510—1549). Его преемником стал единственный сын, Генри Скруп, 9-й барон (ок. 1534—1591). Он был верным сторонником королевы Елизаветы Тюдор. С 1560 по 1592 год он исполнял обязанности начальника Западной марки (на границе с Шотландией) и капитана замка Карлайл. В 1568 году он принимал участие в аресте свергнутой шотландской королевы Марии Стюарт, бежавшей из Шотландии в Англию. В 1569 году принимал участие в подавлении восстания северных графов против короны. В 1584 году был награжден Орденом Подвязки. Его сменил в 1592 году его старший сын, Томас Скруп, 10-й барон Скруп из Болтона (1567—1609). Он был депутатом Палаты общин Англии от Камберленда в 1584—1586, 1588—1593 годах. В 1593—1603 годах — лорд-хранитель Западной марки. В 1599 году стал кавалером Ордена Подвязки. В 1609 году после смерти Томаса его преемником стал единственный сын, Эммануэль Скруп, 11-й барон Скруп из Болтона (1584—1630). Он занимал должность лорда-лейтенанта графства Йоркшир (1619—1628). 19 июня 1627 года для него был создан титул 1-го графа Сандерленда.
Эммануэль Скруп, 1-й граф Сандерленд, был женат с 1609 года на Элизабет Маннерс (ок. 1587—1653), дочери Джона Маннерса, 4-го графа Ратленда (ок. 1550—1588), и Элизабет Чарлтон (ум. 1594/1595). У них было четверо детей, которые все скончались в детстве. Он оставил свои имения своим незаконнорожденным детям, а не своим законным родственникам. Его служанка и любовница Марта Джайнс (Джейнс, или Джонс) известная под псевдонимом Сандфорд, имела одного сына, умершего в детстве, и трех дочерей:
- Элизабет Скруп (род. 1627), жена Томаса Сэвиджа, 3-го графа Риверса (ок. 1628—1694)
- Аннабелла Скруп (1629—1704), вышла замуж за Джона Гробхэма Хау (1625—1679)
- Мэри Скруп (ум. 1680), жена Чарльза Паулета, 1-го герцога Болтона (ок. 1630—1699)

## Бароны Скруп из Болтона (1371)
- Ричард Скруп, 1-й барон Скруп из Болтона (ок. 1327 — 30 мая 1403), сын Генри Ле Скрупа (ок. 1268—1336), лорда главного судьи Англии (1317—1323, 1329—1330)
- Роджер Скруп, 2-й барон Скруп из Болтона (ум. 3 декабря 1403), второй сын предыдущего
- Ричард Скруп, 3-й барон Скруп из Болтона (1393 — 29 августа 1420), единственный сын предыдущего
- Генри Скруп, 4-й барон Скруп из Болтона (4 июня 1418 — 14 января 1459), единственный сын предыдущего
- Джон Скруп, 5-й барон Скруп из Болтона (22 июля 1435 — 17 августа 1498), старший сын предыдущего
- Генри Скруп, 6-й барон Скруп из Болтона (ок. 1468—1506), единственный сын предыдущего
- Генри Скруп, 7-й барон Скруп из Болтона (ок. 1480 — декабрь 1533), старший сын предыдущего
- Джон Скруп, 8-й барон Скруп из Болтона (ок. 1510 — 22 июня 1549), старший сын предыдущего
- Генри Скруп, 9-й барон Скруп из Болтона (ок. 1534 — 13 июня 1592), единственный сын предыдущего
- Томас Скруп, 10-й барон Скруп из Болтона (ок. 1567 — 2 сентября 1609), старший сын предыдущего
- Эмануэль Скруп, 1-й граф Сандерленд, 11-й барон Скруп из Болтона (1 августа 1584 — 30 мая 1630), единственный сын предыдущего.